# Żerno (okolica)
Żerno, Żerna (biał. Жерна; ros. Жерно) – dawna okolica na Białorusi, w obwodzie grodzieńskim, w rejonie zelwieńskim, w sielsowiecie Karolin. Rozpościerała się około 2 km na południowy wschód od Horna.
Obecnie niezamieszkana, choć zachował się dworek Żerno (Усадьба "Жерно"). Tereny te należą obecnie do wsi Aleksandrowszczyzna.
W dwudziestoleciu międzywojennym okolica leżała w Polsce, w województwie białostockim, w powiecie wołkowyskim, w gminie Zelwa. 16 października 1933 utworzyła gromadę Żerno I w gminie Zelwa. Po II wojnie światowej weszła w struktury ZSRR.